# Peace Efih
Peace Efih, née le 5 août 2000 au Nigeria, est une footballeuse nigériane évoluant au poste de Milieu de terrain. Internationale nigériane depuis 2022. Elle évolue au sein du SC Braga depuis 2022.

## Biographie
Elle débute le football dans son pays d’origine avec l’Edo Queens FC, pour lequel elle joue jusqu’à l’été 2019. 
En juillet, elle quitte l'Afrique pour rejoindre l'Espagne, où elle joue pendant une saison avec le SC Huelva. 
La saison suivante, elle joue pour le Zaragoza CFF, qui évolue en deuxième division espagnole. En avril 2021, elle quitte l'Espagne, pour rejoindre son pays natal avant le Super Six de la NWFL Premiership 2021.
Elle quitte ensuite l'Espagne pour Israël, où elle rejoint le MS Kiryat Gat. 
Depuis septembre 2022, elle est sous contrat avec le Sporting Clube de Braga au Portugal.

## Statistiques

### En club
| Saison                | Club                  | Championnat               | Championnat | Championnat | Coupe(s) nationale(s) | Coupe(s) nationale(s) | Compétition(s) continentale(s) | Compétition(s) continentale(s) | Compétition(s) continentale(s) | Sélection | Sélection | Sélection | Total | Total |
| Saison                | Club                  | Division                  | M.          | B.          | M.                    | B.                    | Comp.                          | M.                             | B.                             | Équipe    | M.        | B.        | M.    | B.    |
| 2018-2019             | Edo Queens FC         | NWFL                      | 0           | 0           | 0                     | 0                     | -                              | 0                              | 0                              | -         | 0         | 0         | 0     | 0     |
| Sous-total            | Sous-total            | Sous-total                | 0           | 0           | 0                     | 0                     | -                              | 0                              | 0                              | -         | 0         | 0         | 0     | 0     |
| 2018-2019             | Rivers Angels FC      | NWFL                      | 0           | 0           | 0                     | 0                     | -                              | 0                              | 0                              | U20       | 4         | 1         | 4     | 1     |
| Sous-total            | Sous-total            | Sous-total                | 0           | 0           | 0                     | 0                     | -                              | 0                              | 0                              | -         | 4         | 1         | 4     | 1     |
| 2019-2020             | SC Huelva             | Liga F                    | 18          | 0           | 0                     | 0                     | -                              | 0                              | 0                              | -         | 0         | 0         | 18    | 0     |
| Sous-total            | Sous-total            | Sous-total                | 18          | 0           | 0                     | 0                     | -                              | 0                              | 0                              | -         | 0         | 0         | 18    | 0     |
| 2020-2021             | Zaragoza CFF          | Primera Federación FutFem | 0           | 0           | 0                     | 0                     | -                              | 0                              | 0                              | -         | 0         | 0         | 0     | 0     |
| Sous-total            | Sous-total            | Sous-total                | 0           | 0           | 0                     | 0                     | -                              | 0                              | 0                              | -         | 0         | 0         | 0     | 0     |
| 2020-2021             | Bayelsa Queens FC     | NWFL                      | 0           | 0           | 0                     | 0                     | -                              | 0                              | 0                              | -         | 0         | 0         | 0     | 0     |
| Sous-total            | Sous-total            | Sous-total                | 0           | 0           | 0                     | 0                     | -                              | 0                              | 0                              | -         | 0         | 0         | 0     | 0     |
| 2021-2022             | MS Kiryat Gat         | Ligat Nashim Rishona      | 0           | 0           | 0                     | 0                     | LDC                            | 2                              | 0                              | A         | 4         | 1         | 6     | 1     |
| Sous-total            | Sous-total            | Sous-total                | 0           | 0           | 0                     | 0                     | -                              | 2                              | 0                              | -         | 4         | 1         | 6     | 1     |
| 2022-2023             | SC Braga 2            | II Divisão Nacional       | 2           | 0           | 0                     | 0                     | -                              | 0                              | 0                              | A         | 1         | 0         | 3     | 0     |
| 2022-2023             | SC Braga              | Liga BPI                  | 3           | 0           | 2                     | 0                     | -                              | 0                              | 0                              | -         | 0         | 0         | 5     | 0     |
| 2023-2024             | SC Braga              | Liga BPI                  | 14          | 0           | 5                     | 1                     | -                              | 0                              | 0                              | -         | 0         | 0         | 19    | 1     |
| Sous-total            | Sous-total            | Sous-total                | 19          | 0           | 7                     | 1                     | -                              | 0                              | 0                              | -         | 0         | 0         | 26    | 1     |
| Total sur la carrière | Total sur la carrière | Total sur la carrière     | 34          | 0           | 7                     | 1                     | -                              | 2                              | 0                              |           | 9         | 2         | 52    | 3     |

Statistiques actualisées le 2 avril 2024

#### Matchs disputés en coupes continentales
| Matchs | Date         | Stade                        | Adversaire | Résultat            | Minutes | Compétition         | Buts | Tour                   | Club          |
| ------ | ------------ | ---------------------------- | ---------- | ------------------- | ------- | ------------------- | ---- | ---------------------- | ------------- |
| 1      | 18 août 2021 | Trening Centar, Zenica       | SL Benfica | 4 – 0               | 90 min  | Ligue des champions | 0    | Phase de qualification | MS Kiryat Gat |
| 2      | 21 août 2021 | Stadion Otoka (en), Sarajevo | SFK 2000   | 1 – 1 (4) - (2) tab | 120 min | Ligue des champions | 0    | Phase de qualification | MS Kiryat Gat |

### En sélection nationale
Après avoir fait quelques apparitions chez les U17 et les U20, elle fait sa première apparition pour l’équipe nationale senior en 2022. Lors de la Coupe d’Afrique des Nations 2022, elle dispute deux matchs, marquant lors d’une victoire de groupe, 4-0 contre le Burundi. Le Nigeria atteint les demi-finales, ce qui les qualifies pour participer à la Coupe du monde 2023.
| Matches officiels de Peace Efih en sélections nigérianeau 02/04/24 | Matches officiels de Peace Efih en sélections nigérianeau 02/04/24 | Matches officiels de Peace Efih en sélections nigérianeau 02/04/24 | Matches officiels de Peace Efih en sélections nigérianeau 02/04/24 | Matches officiels de Peace Efih en sélections nigérianeau 02/04/24 |
| Club                                                               | V.                                                                 | N.                                                                 | D.                                                                 | Buts                                                               |
| ------------------------------------------------------------------ | ------------------------------------------------------------------ | ------------------------------------------------------------------ | ------------------------------------------------------------------ | ------------------------------------------------------------------ |
| Nigéria U17 (3 matchs:25.00 %)                                     | 0 (00.00 %)                                                        | 1 (33.33 %)                                                        | 2 (66.67 %)                                                        | 0 (00.00 %)                                                        |
| Nigéria U20 (4 matchs:33.33 %)                                     | 1 (25.00 %)                                                        | 1 (25.00 %)                                                        | 2 (50.00 %)                                                        | 1 (50.00 %)                                                        |
| Nigéria A (5 matchs:41.67 %)                                       | 1 (20.00 %)                                                        | 1 (20.00 %)                                                        | 3 (60.00 %)                                                        | 1 (50.00%)                                                         |
| Total (Incomplet)                                                  | 2 (16.67 %)                                                        | 3 (25.00 %)                                                        | 7 (58.33 %)                                                        | 2                                                                  |

#### Buts de Peace Efih en sélection du Nigéria
| Sélections | Date            | Stade                      | Adversaire | Résultat | Compétition | Buts |
| ---------- | --------------- | -------------------------- | ---------- | -------- | ----------- | ---- |
| 3          | 10 juillet 2022 | Stade Moulay Hassan, Rabat | Burundi    | 4 – 0    | CAN 2022    | 1    |

## Palmarès

### Avec leMS Kiryat Gat
- Championne de la Ligat Nashim : 1 fois — 2021-22.
- Vainqueur de la coupe d'Israël : 1 fois — 2021-22.

### Avec leSC Braga
- Finaliste de la Taça de Portugal : 1 fois — 2022-23.
- Finaliste de la Taça da Liga : 1 fois — 2022-23.